# Bauhaus-Universität Weimar

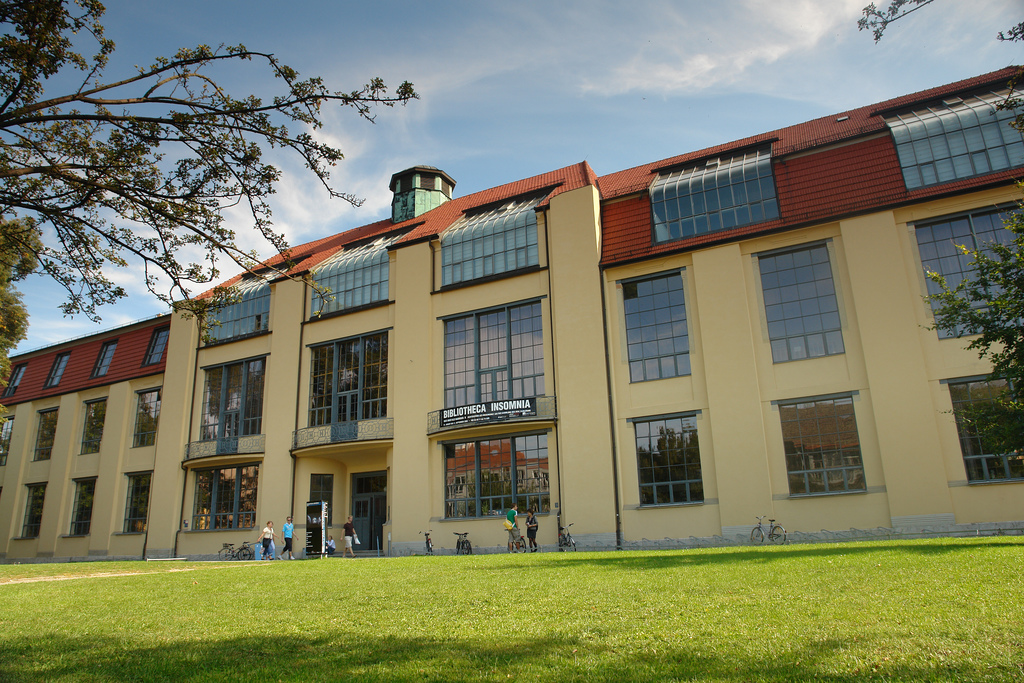
Bauhaus-Universität Weimar

Bauhaus-Universität Weimar (în germană cunoscută și ca BUW) (în română "Universitatea Bauhaus din Weimar") este o universitate pentru studii creative cu sediul în Weimar, Germania. Între 1919 și 1921 a fost chiar numită Staatliches Bauhaus ("de stat"), arhi-cunoscută pe scurt ca Bauhaus. Începând cu anul 1993 este locul de desfășurare al "Academiei europene de vară" (European Summer Academy). 

## Scurt istoric
- În 1860, Carl August fondează școala de artă
- Între 1919 - 1921, este chiar instituția mixtă de educație de stat Staatsliches Bauhaus, originala Bauhaus, deschisă la 1 aprilie 1919, fondator și director Walter Gropius
- Între anii 1921 - 1946, devine Hochschule für Handwerk und Baukunst (Universitate de construcții și arhitectură)
- Între 1946 - 1997, devine Hochschule für Baukunst und bildende Künste (Universitate de arhitectură și arte vizuale)
- Începând cu 1997, instituția își schimbă numele în Bauhaus-Universität Weimar

## Facultăți
- Arhitectură
- Inginerie civilă
- Gestaltung (Artă și Design)
- Media